# EXOPLANET ＃3 - The EXO'rDIUM -
EXO PLANET #3 - The EXO'rDIUM -是韓國男子組合EXO於2016年舉辦的第三次巡迴演唱會。本次演唱會主題是有「開始、緒論」意思的單字「exordium」。如同主題一般，這次演唱會將成為以正規三輯《EX'ACT》回歸的 EXO，完美展現更加成長面貌的新序幕」與「演唱會將以結合 EXO 的世界觀、音樂、表演的舞台，讓觀眾陷入 EXO 的魅力中。

## 概述
2016年6月15日，SM娛樂公佈舉辦EXO第三次單獨演唱會的消息，演唱會將於7月23－24日及29－31日（共5日）在首爾奧林匹克體操競技場舉行。演唱會門票分兩次預訂，以確保順利預訂門票，7月23－24日的門票於6月21日下午8時（韓國標準時），29－31日的門票於6月23日下午8時（韓國標準時）通過互聯網訂票網站YES24（页面存档备份，存于）預訂。6月30日，SM娛樂於Youtube官方頻道公開演唱會預告。
7月1日，SM娛樂公佈EXO演唱會將於7月22日加開一場，而追加公演場次將於7月5日下午8時（韓國標準時）開售。
這是EXO第三次舉辦單獨演唱會，是史上最初在體操競技場舉行六場公演的歌手，並超過了去年他們舉辦第二次演唱會時創造的五次公演紀錄。
8月10日，SM娛樂宣布香港場定於2017年2月11-12日，於香港亞洲國際博覽館Arena舉行巡演。

## 巡演事件

### Kai受傷
7月23日第二場演唱會最後演出時，成員Kai腳踝受傷，安可時並未出場，並前往醫院治療。
7月24日第三場演唱會，隊長Suho開場時表示，Kai左腳腳踝受傷，並不能一起參與全部的舞台演出，但能夠一起完成的舞台一定會一起完成。
7月29日至7月31日的三場演唱會，Kai表示自己無法參與全部的舞台，但會時不時的穿插進來跟成員們一起表演。

### 与《無限挑戰》合作
年初《無限挑戰之幸運的信》特輯中，光熙向劉在錫下達今年內（2016年）必須和EXO完成合作舞台。劉在錫於8月份期間進出SM娛樂公司與EXO練習，最後確定登上9月11日EXO泰國演唱會巡演舞台。

### Lay前往日本途中昏倒
10月11日在韓國仁川國際機場出發往日本北海道準備演唱會，但因睡眠不足而在機場昏倒並移送醫院。經過短暫休息後翌日上午與 D.O. 一同搭機前往日本，繼續演唱會的行程。

### Lay缺席部分演出
Lay由於個人活動關係，只出席2016年7月22-24、29-31日首爾開場、9月30日杭州場、10月12-13日北海道場、11月26-27日台北場、17年2月11-22日香港場等部分场次巡演。

### 燦烈生日
11月27日為成員燦烈生日，當天於台灣台北小巨蛋舉行的演唱會上有一萬一千名粉絲共同為燦烈慶生，並以紙板排出燦烈最喜歡的拉拉熊蛋糕，讓燦烈備受感動。而當天粉絲們也特別準備拉拉熊的手幅，並全場為燦烈合唱了生日快樂歌。

### 安可演唱會
2017年3月29日晚間，EXO隊長SUHO在官網宣布即將於5月27日、28日於可容納人數為6萬9千人的蠶室奧林匹克主競技場舉辦安可演唱會，售票透過售票網站YES24在4月12日及4月18日開售。

## 巡演時間表
| 日期                   | 城市     | 國家/地區 | 演出場地               | 歌迷人數     |
| ---------------------- | -------- | --------- | ---------------------- | ------------ |
| 2016年7月22日（加場）  | 首爾     |           | 首爾奧林匹克體操競技場 | 84,696名     |
| 2016年7月23日          | 首爾     |           | 首爾奧林匹克體操競技場 | 84,696名     |
| 2016年7月24日          | 首爾     |           | 首爾奧林匹克體操競技場 | 84,696名     |
| 2016年7月29日          | 首爾     |           | 首爾奧林匹克體操競技場 | 84,696名     |
| 2016年7月30日          | 首爾     |           | 首爾奧林匹克體操競技場 | 84,696名     |
| 2016年7月31日          | 首爾     |           | 首爾奧林匹克體操競技場 | 84,696名     |
| 2016年9月10日          | 曼谷     | 泰國      | Impact Arena           | 26,984名     |
| 2016年9月11日          | 曼谷     | 泰國      | Impact Arena           | 26,984名     |
| 2016年9月13日          | 廣島     | 日本      | 廣島縣立綜合體育館     | 16,396名     |
| 2016年9月14日          | 廣島     | 日本      | 廣島縣立綜合體育館     | 16,396名     |
| 2016年9月30日          | 杭州     | 中国      | 黃龍體育中心           | 12,634名     |
| 2016年10月2日          | 福岡     | 日本      | 福岡海洋展覽中心       | 32,694名     |
| 2016年10月3日          | 福岡     | 日本      | 福岡海洋展覽中心       | 32,694名     |
| 2016年10月4日          | 福岡     | 日本      | 福岡海洋展覽中心       | 32,694名     |
| 2016年10月12日         | 北海道   | 日本      | 真駒内屋内競技場       | 18,589名     |
| 2016年10月13日         | 北海道   | 日本      | 真駒内屋内競技場       | 18,589名     |
| 2016年11月7日          | 名古屋   | 日本      | 名古屋市綜合體育館     | 27,371名     |
| 2016年11月8日          | 名古屋   | 日本      | 名古屋市綜合體育館     | 27,371名     |
| 2016年11月9日          | 名古屋   | 日本      | 名古屋市綜合體育館     | 27,371名     |
| 2016年11月26日         | 台北     | 臺灣      | 台北小巨蛋             | 23,834名     |
| 2016年11月27日         | 台北     | 臺灣      | 台北小巨蛋             | 23,834名     |
| 2016年11月30日         | 東京     | 日本      | 東京巨蛋               | 104,978名    |
| 2016年12月1日          | 東京     | 日本      | 東京巨蛋               | 104,978名    |
| 2016年12月9日          | 大阪     | 日本      | 大阪京瓷巨蛋           | 135,720名    |
| 2016年12月10日         | 大阪     | 日本      | 大阪京瓷巨蛋           | 135,720名    |
| 2016年12月11日         | 大阪     | 日本      | 大阪京瓷巨蛋           | 135,720名    |
| 2017年2月11日          | 香港     | 香港      | 亞洲國際博覽館         | 25,784名     |
| 2017年2月12日          | 香港     | 香港      | 亞洲國際博覽館         | 25,784名     |
| 2017年2月25日          | 馬尼拉   | 菲律賓    | 阿拉內塔體育館         | 20,306名     |
| 2017年2月26日          | 馬尼拉   | 菲律賓    | 阿拉內塔體育館         | 20,306名     |
| 2017年3月18日          | 吉隆坡   | 马来西亚  | 默迪卡體育場           | 26,183名     |
| 2017年4月2日           | 新加坡   | 新加坡    | 新加坡室內體育館       | 10,904名     |
| 2017年4月25日          | 紐華克   | 美国      | Prudential Center      | 尚未公佈數據 |
| 2017年4月27日          | 墨西哥城 | 墨西哥    | 墨西哥市體育館         | 尚未公佈數據 |
| 2017年4月28日          | 洛杉磯   | 美国      | 論壇體育館             | 8,668名      |
| 2017年5月27日 （安可） | 首爾     |           | 蠶室奧林匹克主競技場   | 70,000名     |
| 2017年5月28日 （安可） | 首爾     |           | 蠶室奧林匹克主競技場   | 70,000名     |
| 總計                   | 總計     | 總計      | 總計                   | 645,741      |

## 演唱歌單
- 若未特別標註，歌曲為韓文版

VCR #1：Opening
- Intro + MAMA_Remix
- Monster_Remix
- 늑대와 미녀(Wolf)_Remix

Ment
- 백색소음(White Noise)
- Thunder
- Play Boy
- Artificial Love

VCR #2
- 불공평해(Unfair)

Ment
Lay、Chanyeol吉他 - 組曲
- My Lady + My Turn To Cry + Moonlight + 獨角戲 + Call Me Baby + Love Love Love_Acoustic
- 유성우(Lady Luck)（Kai、Sehun舞蹈表演）
- 시선 둘, 시선 하나(What If...)
- Tender Love
- Love Me Right
- 유리어항(One And Only)
- Lay、Kai(22、23日)、Sehun舞蹈表演 - One And Only_Instrumental
- Stronger（Suho、Baekhyun、Chen、D.O.）

VCR #3
- Heaven
- XOXO
- Girl x Friend
- 3.6.5

VCR #4：Tender Love
- Overdose
- Transformer_Remix
- Lightsaber_Remix

Ment
- Do It Together（Xiumin、Chanyeol、Sehun）
- Full Moon
- Drop That
- Keep On Dancing
- Let Out The Beast_Remix
- Lucky
- Run

Encore
- Cloud 9
- Growl
- Lucky One

Ment
- 너의 세상으로(Into Your World)

Ending
VCR #1：Opening
- Intro + MAMA_Remix
- Monster_Remix
- 늑대와 미녀(Wolf)_Remix

Ment
- 백색소음(White Noise)
- Thunder
- Play Boy
- Artificial Love

VCR #2
- 불공평해(Unfair)

Ment
Lay、Chanyeol吉他 - 組曲
- My Lady + My Turn To Cry + Moonlight + 獨角戲 + Call Me Baby + Love Love Love_Acoustic
- 유성우(Lady Luck)（Sehun舞蹈表演）
- 시선 둘, 시선 하나(What If...)
- Tender Love
- Love Me Right
- 유리어항(One And Only)
- Lay、Sehun舞蹈表演 - One And Only_Instrumental
- Stronger（Suho、Baekhyun、Chen、D.O.）

VCR #3
- Heaven
- Girl x Friend
- 3.6.5

VCR #4：Tender Love
- Overdose
- Transformer_Remix
- Lightsaber_Remix

Ment
- Do It Together（Xiumin、Chanyeol、Sehun）
- Full Moon
- Dancing King（9月11日with劉在錫）
- Drop That
- Keep On Dancing
- Let Out The Beast_Remix
- Lucky
- Run

Encore
- Growl
- Lucky One

Ment
- 너의 세상으로(Into Your World)

Ending
VCR #1：Opening
- Intro + MAMA_Remix
- Monster_Remix
- 늑대와 미녀(Wolf)_Remix

Ment
- 백색소음(White Noise)
- Thunder
- Play Boy
- Artificial Love

VCR #2
- 불공평해(Unfair)

Ment
Lay、Chanyeol吉他 - 組曲
- My Lady + My Turn To Cry + Moonlight + 獨角戲 + Call Me Baby + Love Love Love_Acoustic
- 유성우(Lady Luck)（Sehun舞蹈表演）
- 시선 둘, 시선 하나(What If...)
- Tender Love
- Love Me Right (JP)
- 유리어항(One And Only)
- Lay、Sehun舞蹈表演 - One And Only_Instrumental
- Stronger（Suho、Baekhyun、Chen、D.O.）

VCR #3
- Heaven
- Girl x Friend
- 3.6.5

VCR #4：Tender Love
- Overdose
- Transformer_Remix
- Lightsaber_Remix

Ment
- Do It Together（Xiumin、Chanyeol、Sehun）
- Full Moon
- Drop That (JP)
- Keep On Dancing
- Let Out The Beast_Remix
- Lucky
- Run

Encore
- Growl
- Lucky One

Ment
- 너의 세상으로(Into Your World)

Ending
VCR #1：Opening
- Intro + MAMA_Remix
- Monster_Remix (CH)
- 늑대와 미녀(Wolf)_Remix

Ment
- 백색소음(White Noise)
- Thunder
- Play Boy
- Artificial Love

VCR #2
- 불공평해(Unfair)

Ment
Lay、Chanyeol吉他 - 組曲
- My Lady + My Turn To Cry + Moonlight + 獨角戲 + Call Me Baby + Love Love Love_Acoustic
- 유성우(Lady Luck)（Sehun舞蹈表演）
- 시선 둘, 시선 하나(What If...)
- Tender Love
- Love Me Right (CH)
- 유리어항(One And Only)
- Lay、Sehun舞蹈表演 - One And Only_Instrumental
- Stronger（Suho、Baekhyun、Chen、D.O.）

VCR #3
- Heaven
- Girl x Friend
- 3.6.5 (CH)

VCR #4：Tender Love
- Overdose
- Transformer_Remix
- Lightsaber_Remix

Ment
- Do It Together（Xiumin、Chanyeol、Sehun）
- Full Moon
- Drop That
- Keep On Dancing
- Let Out The Beast_Remix
- Lucky (CH)
- Run

Encore
- Cloud 9
- Growl (CH)
- Lucky One

Ment
- 너의 세상으로(Into Your World)

Ending
VCR #1：Opening
- Intro + MAMA_Remix
- Monster_Remix (CH)
- 狼与美女(Wolf)_Remix

Ment
- 白色噪音(White Noise)
- Thunder
- Play Boy
- Artificial Love

VCR #2
- 偏心(Unfair)

Ment
Lay、Chanyeol吉他 - 組曲
- My Lady + My Turn To Cry + Moonlight + 獨角戲 + Call Me Baby + Love Love Love_Acoustic
- 流星雨(Lady Luck)（Kai、Sehun舞蹈表演）
- 两个视线, 一个视线 (What If...)
- Tender Love
- Love Me Right (CH)
- 玻璃鱼缸(One And Only)
- Kai、Lay、Sehun舞蹈表演 - One And Only_Instrumental
- Stronger（Suho、Baekhyun、Chen、D.O.）

VCR #3
- Heaven
- Girl x Friend
- 3.6.5

VCR #4：Tender Love
- Overdose
- Transformer_Remix
- Lightsaber_Remix

Ment
- Do It Together（Xiumin、Chanyeol、Sehun）
- Full Moon
- Drop That
- Keep On Dancing
- Let Out The Beast_Remix
- Lucky
- Run

Encore
- Growl (CH)
- Lucky One
- 你的世界(Into Your World)

Ending

## 製作
演出成員：
- EXO（Xiumin、Suho、Lay（缺席名古屋場、菲律賓場、吉隆坡場、新加坡場、美國場、墨西哥場、首爾安可場）、Baekhyun、Chen、Chanyeol、D.O.、Kai、Sehun）

首爾主辦及海外巡演演出策劃：
- SM Entertainment、Dream Maker Entertainment

海外巡演主辦：
- 泰國－SM True
- 台北－超級圓頂、東風衛星
- 香港－寰亞娛樂、東亞娛樂
- 马来西亚 - 星艺娱乐 STAR PLANET
- 新加坡 - ONE Production

贊助及支持：
- 首爾－YES24（朝鲜语：YES24）
- 香港－亞洲國際博覽館、香港天際萬豪酒店、快達票

## 備註